# Нехлюв (гміна)
Гміна Нехлюв (пол. Gmina Niechlów) — сільська гміна у південно-західній Польщі. Належить до Ґуровського повіту Нижньосілезького воєводства.
Станом на 31 грудня 2011 у гміні проживало 5175 осіб.

## Площа
Згідно з даними за 2007 рік площа гміни становила 151.98 км², у тому числі:
- орні землі: 67.00%
- ліси: 21.00%

Таким чином, площа гміни становить 20.59% площі повіту.

## Населення
Станом на 31 грудня 2011:
| Опис     | Загалом | Загалом | Чоловіки | Чоловіки | Жінки | Жінки |
| -------- | ------- | ------- | -------- | -------- | ----- | ----- |
| одиниця  | осіб    | %       | осіб     | %        | осіб  | %     |
| все      | 5175    | 100     | 2591     | 50.07    | 2584  | 49.93 |
| міське   | 0       | 100     | 0        |          | 0     |       |
| сільське | 5175    | 100     | 2591     | 50.07    | 2584  | 49.93 |

## Сусідні гміни
Гміна Нехлюв межує з такими гмінами: Ґура, Ємельно, Нова Суль, Пенцлав, Рудна, Шліхтинґова.